# Mavinga
Mavinga és un municipi de la província de Cuando Cubango, a Angola. Té una extensió de 44.347 km² i 26.021 habitants. Comprèn les comunes de Mavinga, Cunjamba/Dime, Cutuile i Luengue. Limita al nord amb els municipis de Luchazes i Bundas, a l'est amb el municipi de Rivungo, al sud amb els municipis de Dirico i Calai, i a l'oest amb els municipis de Nancova i de Cuito Cuanavale.